# گوگل ریدر
گوگل ریدر یک فیدخوان تحت وب بود که به صورت آنلاین و آفلاین قابلیت خواندن فید را داشت و در ۷ اکتبر ۲۰۰۵ توسط آزمایشگاه گوگل منتشر شد و در ۱۷ سپتامبر ۲۰۰۷ از حالت بتا خارج شد. در مارس ۲۰۱۳ گوگل اعلام کرد که گوگل ریدر در ۱ ژوئیه ۲۰۱۳ به دلیل کاهش استفاده‌اش بسته می‌شود.

## گودر
در بین وب‌نوشت نویسان و جامعه مجازی ایرانی، این محصول به نام گودر شهرت داشت.

## تاریخچه
در سال ۲۰۰۱، مهندس کامپیوتری به نام «کریس ویثرل» پروژه‌ای به نام «JavaCollect» راه اندازی کرد.
این پروژه یک پورتال خبری بود که از فید دیگر سایت‌های خبری تغذیه می‌شد. او پس از ورود به شرکت گوگل سعی کرد پروژه‌ای بهبود یافته را با تیمی کوچک آغاز کند که نتیجه آن در ۷ اکتبر ۲۰۰۵ با نام google reader عرضه شد.
در سپتامبر ۲۰۰۶ گوگل طراحی جدیدی را با امکانات بیشتر عرضه کرد. توانایی‌هایی نظیر شمارش خوانده نشده‌ها، توانایی تیک زدن تمام فیدها به عنوان خوانده شده، توانایی پوشه بندی و یک دید کلی تا کاربران بتوانند به صورت سریع و یک باره چند مورد را انتخاب و اسکن نمایند. همچنین توانایی باز نشر تا مردم بتوانند آنچه برایشان جذاب است را در معرض دید دیگران بگذارند.
در ژانویه سال ۲۰۰۷ گوگل امکان استفاده از ویدئوهای یوتیوب و گوگل ویدئو را به خوانندگان داد.
در سپتامبر ۲۰۰۷ مدیر بازاریابی کویین سیستروم (بعدها، مؤسس اینستاگرام) خروج Google reader از آزمایشگاه گوگل را اعلام کرد و به این ترتیب Google reader از حالت بتا خارج شد.
در مارس ۲۰۱۳ گوگل اعلام کرد که این سرویس در ۱ ژولای ۲۰۱۳ بسته خواهد شد.
کاربران از ۲ ژولای با صفحه‌ای برخورد کردند که بسته شدن سرویس را به آنها اطلاع می‌داد.

## وضعیت کنونی
امروز اگر به صفحه Google reader مراجعه کنید با این پیام مواجه می‌شوید:
گوگل ریدر متوقف شده است. ما از همهٔ شما طرفداران وفادارمان تشکر می‌کنیم.. ما می‌دانیم که شما احتمالاً با این توقف موافق نیستید. اما ما امیدواریم شما گزینه دیگری را پیدا کنید و دوست داشته باید همان‌طور که reader را دوست داشتید.
با احترام
گروه گوگل ریدر.

## سؤالات متداول
√چه بلایی سر اطلاعات خوانندگان آمد؟
تمام اطلاعات اعم از افرادی که دنبال می‌کردید، پست‌های ستاره دار، مطالب خوانده شده یا نشده و اشتراک گذاری‌ها به صورت سیستماتیک از سرورهای گوگل حذف شده‌اند.
√آیا راهی برای بازیابی اطلاعات و اشتراک‌ها وجود دارد؟
خیر – گوگل تمام اطلاعات را به صورت غیرقابل بازگشت و جبران ناپذیر از بین خواهد برد. گوگل پس از ۱۵ ژولای ۲۰۱۳ به هیچ عنوان قادر به بازیابی اطلاعات نیست.